# Савонлиннский собор
Савонлиннский собор (фин. Savonlinnan tuomiokirkko) — лютеранская церковь в городе Савонлинна, с 1897 по 1924 год — кафедральный собор диоцеза (в настоящее время диоцез Миккели). Здание вмещает около 1000 прихожан.

## История
Решение о строительстве новой церкви было принято в 1850 году уездным старостой Александром Теслефом, однако экономические проблемы не позволили приступить к работам ранее 1869 года. Проект здания был разработан архитектором Акселем Дальстрёмом, строительство велось с 1874 го 1878 годы. В 1879 году церковь была освящена. В 1896 году церковь стала кафедральным собором вновь учреждённого Савонлиннского диоцеза, но в 1924 году кафедра была перенесена в Выборг.
Во время Зимней войны церкви был нанесён значительный ущерб, но в 1946—1947 годах были проведены ремонтные работы, однако первоначальный облик не был восстановлен. Это было осуществлено во время реставрации 1991—1992 годов. В настоящее время церковь является главным здание в пробстве Савонлинны.

## Описание

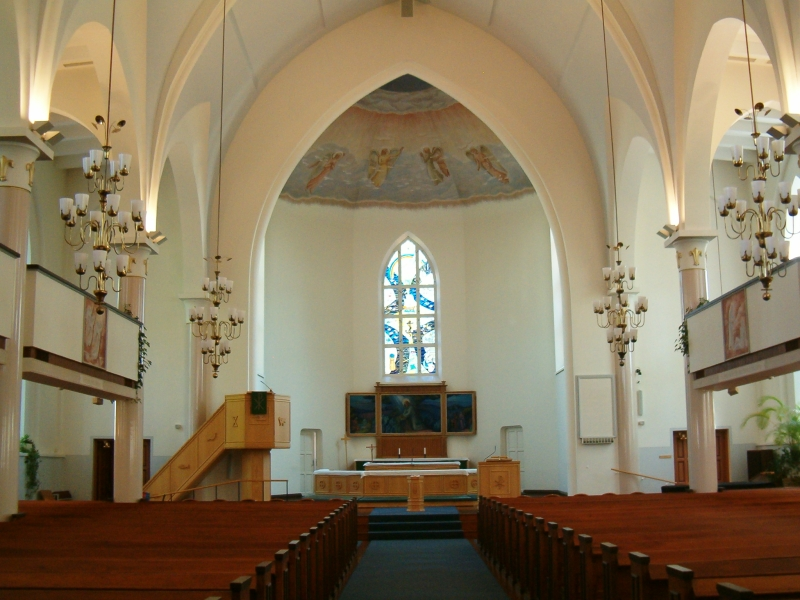
Интерьер и алтарная часть

Церковь представляет собой однонефное здание в неоготическом стиле. Основной строительный материал — красный кирпич. Над входом находится колокольня высотой 51 метр, которая долгое время была архитектурной доминантой данной местности. Интерьер выполнен в светлых тонах, однако росписи есть только в алтарной части. Алтарное изображение создано Пааво Лейноненом и изображает Иисуса в Гефсиманском саду. На потолке художником Антти Салменлинном созданы фрески с картинами летящих ангелов.